# كفركدة
كفركدة، إحدى القرى اللبنانية في قضاء جبيل.
- المسافة من بيروت: 51 كلم
- الارتفاع عن سطح البحر:240 م
- القرى المحاذية: فغال، شموت، البربارة، بخعاز